# 俳画

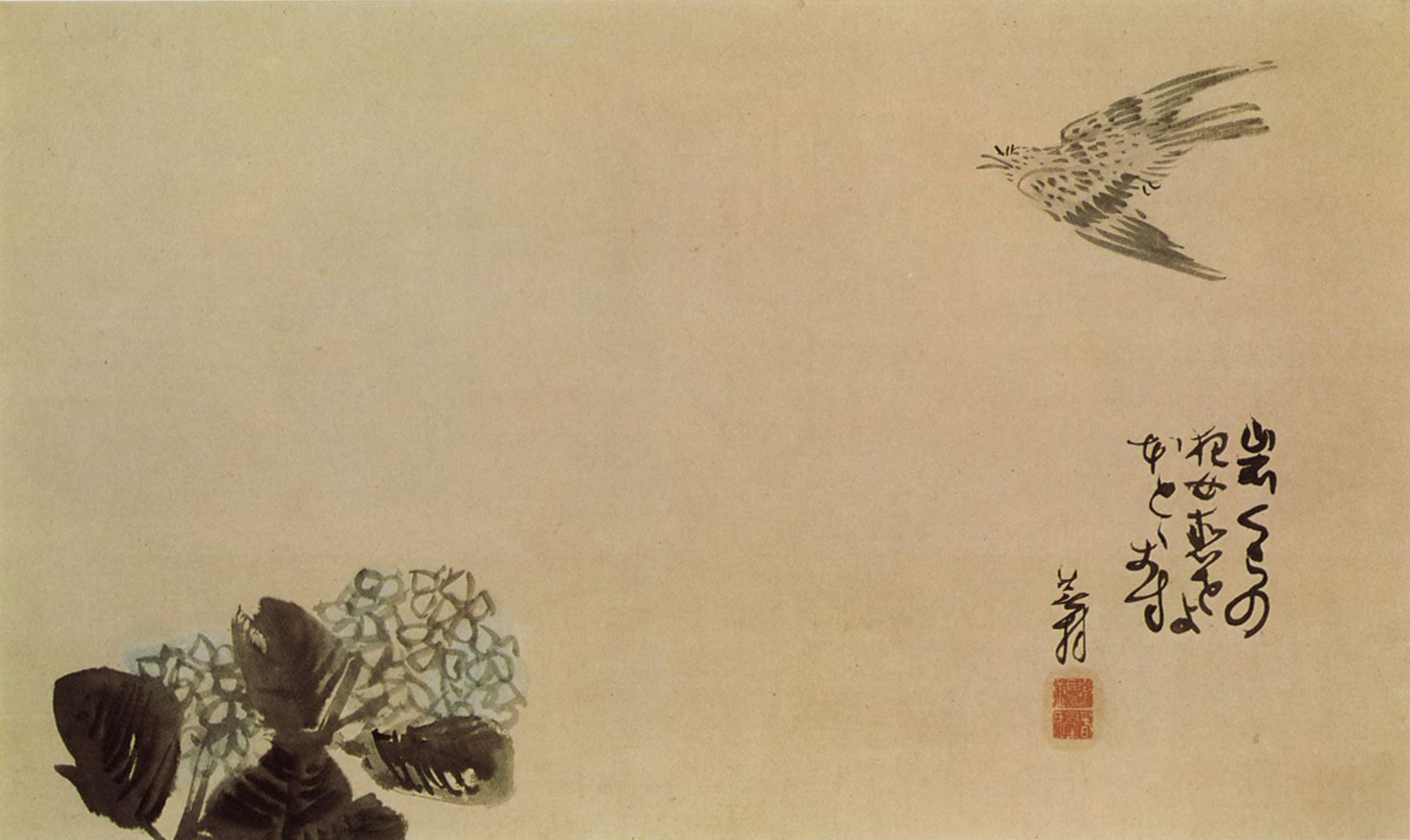
蕪村 「岩くらの狂女恋せよほとときす」自画賛

俳画（はいが）は、俳句を賛した簡略な絵（草画）のこと。一般には俳諧師の手によるものであり、自分の句への賛としたり（自画賛）、他人の句への賛として描かれるが、先に絵がありこれを賛するために句がつけられる場合や、絵と句が同時に成るような場合もある。さらに敷衍して、句はなくとも俳趣を表した草画全般をも指す言葉としても用いられる。「俳画」という呼称は渡辺崋山の『全楽堂俳諧画譜』にはじまるとされており、それ以前の与謝蕪村などは「俳諧物の草画」と称していた。

## 歴史
俳画の創始者には諸説あるが、一般に『立圃筆休息歌仙図』などの野々口立圃が知られている。しかしそのルーツは中世の詩画軸にもとめることもでき、例えば渡辺崋山が俳画様式の祖とする松花堂昭乗は、牧谿の画風を受け継いで俳趣のある絵をものし、立圃への影響も指摘されている。
談林俳諧においては井原西鶴も「画賛十二ヶ月」など俳画の連作を作っている。松尾芭蕉も俳画を残しており、一蝶、許六との合作などもあるほか、芭蕉の門人も多くが俳画をよくした。また芭蕉の没後には、他の俳人らによる芭蕉顕彰の俳画が多数描かれている。
近世後期には、文人画の大成者であり、写生的な句をものした与謝蕪村が『おくのほそ道図屏風』や『若竹図』などを描き、俳画を芸術の様式として完成させた 。文化文政期には、渡辺崋山のように画家としての経歴をもつものが俳画を描く一方、小林一茶らは素人らしい素朴な俳画を残している。
近代には正岡子規が、素朴な草花の水彩画を句に配し、その門人も俳画をよくしたが、以後俳画を手がける俳人は減少していった。

## 俳画作家の例
- 野々口立圃　(1595 - 1669)[7]

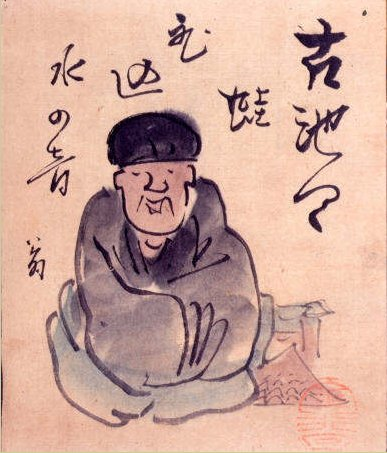
芭蕉 「古池や蛙飛びこむ水の音」（横井金谷画）

- 松尾芭蕉00　(1644 - 1694)
- 宝井其角00　(1661 - 1707)
- 小川破笠00　(1663 - 1747)
- 白隠慧鶴00　(1686 - 1768)
- 彭城百川00　(1697 - 1752)
- 加賀千代女　(1703 - 1775)
- 与謝蕪村00　(1716 - 1784)
- 仙厓義梵00　(1750 - 1837)
- 松村月渓00　(1752 - 1811)
- 酒井抱一00　(1761 - 1829)
- 横井金谷00　(1761 - 1832)
- 小林一茶00　(1763 - 1828)
- 三浦雲居00　(1831 - 1912)
- 岡本癖三酔00 (1878 - 1942)
- 奥田雀草00　(1899 - 1988)

## 関連文献
- 『俳画粋伝－江戸の風韻』 瀬木慎一 （美術公論社、1988年）